# Slaget ved Pickett's Mill
Slaget ved Pickett's Mill blev udkæmpet den 27. maj 1864 i Paulding County i Georgia under den amerikanske borgerkrig mellem unionsstyrker under generalmajor William Tecumseh Sherman, som forsøgte et angreb på højre flanke af de konfødererede styrker under general Joseph E. Johnston.
Slaget blev uden vanskelighed slået tilbage. De konfødererede styrker var forberedt på angrebet, og de unionsstyrker, som skulle have støttet angrebet, nåede aldrig frem.
Shermans hær var begyndt at mangle rationer, og Sherman beordrede generalmajor Oliver O. Howard til at angribe den venstre flanke i den konfødererede hær. General George H. Thomas, som var leder af Army of the Cumberland og Howard, undersøgte området sammen og besluttede at angribe de konfødererede dër, hvor det så ud til, at deres linje sluttede.
Med Little Pumpkinvine Creek øst for sig rykkede mændene i William B. Hazens brigade (Howard) frem mod den befæstede, konfødererede linje. Hazen blev klar over, at angrebet var an alvorlig fejltagelse, men han valgte at følge sine ordrer, og hans mænd, som fortrinsvis var fra Ohio, Indiana og Kentucky, stødte ind i tropper under Patrick Cleburne.
Under den indledende fremrykning blev nogle af Hazens mænd forvirrede og endte øst for det planlagte sted. Hertil kom, at de tropper, som skulle støtte Hazen mod øst, blev afledt af afsiddet, konfødereret kavaleri, som skød fra den anden side af Little Pumpkinvine Creek. Strandet midt i et af de få åbne områder på slagmarken kom Hazens mænd under en voldsom beskydning. Yderligere støtte fra Unionens linje blev forsinket af kraftig underskov. Da Hazen opdagede, at han ikke havde opbakning, havde han intet valg og trak sig tilbage.
Klokken 18 beordrer brigadegeneral Thomas J. Woods endnu et angreb. Denne gang skal mændene gå knap så langt fordi Hazen nåede et stykke frem, men brigaden under oberst William H. Gibson bliver alligevel slået på flugt af Cleburnes mænd.
Den konfødererede Hiram Granbury har med succes slået Unionshærens angreb tilbage. Han beder om og får tilladelse til at rykke frem og rydde området foran sin front for unionssoldater. Kl. 22 rykker Granburys texanere frem. Unionstropperne mødte den fremrykkende linje med en enkelt salve og trak sig derefter tilbage. Med denne korte eksplosion er slaget ovre. Målt på antallet af døde på slagmarken vurderede Pat Cleburne Unionens tab til 3.000.
Slaget ved Pickett's Mill er en klar sejr for de konfødererede. Sherman må for første gang i kampagnen overveje muligheden for at trække sig tilbage. Han må vende tilbage til jernbanen, for at hans hær kan få forsyninger. Han indleder en manøvre langs linjen ved Dallas mod nord og øst den 29. maj. Den 1. juni 1864 kan han lettet konstatere, at general George Stonemans kavaleri har erobret Allatoona Pass uden større modstand.

## Eksterne links
- Slaget ved Pickett's Mill
- Paulding County Historical Society & Museum
- Animeret beretning om Slaget ved Atlanta Arkiveret 4. marts 2016 hos  Wayback Machine